# Tracy Hall
Pour les articles homonymes, voir Hall.
Howard Tracy Hall (né le 20 octobre 1919 et mort le 25 juillet 2008) était un physico-chimiste américain et la première personne qui a inventé un diamant synthétique selon un processus reproductible, vérifiable et devant témoins, en utilisant une presse de sa propre invention.

## Biographie

### Formation et carrière
Tracy Hall est né à Ogden, dans l'Utah en 1919. Son nom complet était Howard Tracy Hall, mais il a souvent utilisé le nom de H. Tracy Hall ou, tout simplement, Tracy Hall. Il était descendant de pionniers pieux mormons de l’Utah. Tracy a grandi dans une ferme à Marriott, Utah. Alors qu'il était encore en quatrième année, il a annoncé son intention de travailler pour General Electric. Il a suivi des études à l'université d'État de Weber pendant deux ans, et a épousé Ida-Rose Langford en 1941. Il est allé à l'université de l'Utah à Salt Lake City, où il a obtenu son baccalauréat en 1942 et une maîtrise l'année suivante. Puis pendant deux ans, il sert dans la marine américaine. Il retourne à l'Université de l'Utah en 1946, où il était le premier étudiant d’Henry Eyring. Il a obtenu son doctorat en chimie physique en 1948. Deux mois plus tard, il réalise son rêve d'enfance en travaillant à la General Electric Research Laboratory à Schenectady, New York . Il rejoint une équipe axée sur la création de diamant synthétique, nom de code « surpression de projet » dirigé par un ingénieur, Anthony Nerad.

### Mort
Il meurt le 25 juillet 2008 à l'âge de 88 ans.

## L'invention
Comme pour beaucoup d'inventions, les circonstances entourant la synthèse de Tracy Hall font l'objet d'une certaine controverse. Ce qui est incontestable, c'est qu'il est parvenu à créer le diamant synthétique, selon un communiqué de sa propre conception, le 16 décembre 1954. Ce succès a conduit à la création d'une super-industrie des matériaux. Ce qui est également incontestable est que Tracy Hall faisait partie d'un groupe d'environ une demi-douzaine de chercheurs qui ont effectué cette recherche, ensemble, pendant quatre ans. Ces années ont vu une succession d'expériences ratées et un mélange de partage et de rivalités entre les chercheurs.
Le succès de Tracy Hall, dans son récit, est arrivé grâce à sa détermination à suivre son propre chemin, c'est lui qui a l'idée d'une refonte totale de la presse ce qui a permis l'aboutissement du projet.
La composition de la matière de départ, la température souhaitée et la pression ont été calculées avec un peu d'approximation. Tracy Hall utilise du sulfure de fer(II) et une forme de carbone en poudre comme matériaux de départ. Il utilise le disque de tantale pour conduire l'électricité dans la cellule et le chauffer. L'expérience a été réalisée à environ 100 000 atmosphères, 1 600 °C et a pris environ 38 minutes. Lors de la rupture de l'échantillon, des grappes de cristaux de diamants octaédriques ont été trouvées sur les disques de métal tantale, qui a agi comme un catalyseur.
General Electric a continué à faire fortune avec l'invention de Tracy Hall. En guise de remerciement, ils lui donnèrent une obligation à 10 $.

## Reconnaissances
- En 1970, il reçoit le "Prix pionniers chimique" par l'Institut américain des chimistes.
- En 1972, il reçoit par la Société américaine de chimie un prix d'invention créative : " Pour avoir été le premier à découvrir un système reproductible pour la fabrication de diamants synthétiques à partir de graphite, et pour la conception et le design d'un appareil à haute pression qui a conduit à une toute nouvelle ère de la recherche sur la haute pression ".
- En 1977, il est lauréat du Prix James-C.-McGroddy pour les nouveaux matériaux de la Société américaine de physique.
- Il reçoit en 1994 la Médaille du gouverneur de la science et de la technologie.

## Culture populaire
- Walter White, dans l'épisode Peekaboo de Breaking Bad (saison 2, épisode 6), Walter White décrit Tracy Hall comme « l'homme qui a inventé le diamant » et reçut de la part de General Electric un bon d'épargne de 10 dollars.